# 国鉄ケ100形蒸気機関車
ケ100形は、かつて日本国有鉄道およびその前身である鉄道院、鉄道省等に在籍した、特殊狭軌線用タンク式蒸気機関車である。

## 概要
鉄道院が建設工事用に製造した初の機関車である。本形式には、雨宮製作所製の6両と福岡県の深川造船所製の2両があり、両者は基本寸法は同じものの、製造の経緯や外観は大きく異なっていた。本項目では、便宜的に雨宮製作所製を「第1種」、深川造船所製を「第2種」と呼ぶことにする。

## 第1種
第1種は、1919年（大正8年）に鉄道院が初めて雨宮製作所に発注した、車軸配置0-4-0(B)、飽和式で2気筒単式のウェルタンク機関車である。6両（ケ100 - ケ105）が製造された。製造番号はケ101が232であったことが確認されているのみであるが、全部で231 - 236だったのではないかと蒸気機関車研究家の臼井茂信は推定している。運転整備重量は5.55tで、5t機関車と公称された。全長は5m足らずである。当時、軽便鉄道用の機関車としてドイツのコッペル社製が普及していたが、第一次世界大戦の影響で輸入が困難となっており、また鉄道院自体も機関車を輸入しない方針を打ち出していたため、にわかにこうした中小メーカーが脚光を浴びた経緯がある。
設計は鉄道院側が概略の仕様を示して、雨宮製作所側が実施し、承認を得る形であった。外観上の特徴は、蒸気ドームの頂上部に設けられた加減弁と、ヘンシェルやハノーバー製の古い小型機関車に見られる独特の様式のワルシャート式である。また、金田茂裕により同じ雨宮製のケ90形と準同形であることが解明されている。
落成は1919年12月から1920年（大正9年）3月にかけてで、配置はケ100, ケ101, ケ105が東京建設事務所、ケ102が秋田建設事務所、ケ103, ケ104が多度津建設事務所である。その後は、熊本・岡山・米子の各建設事務所に、晩年は岐阜・盛岡建設事務所に配置された。
施設局における車蒸番号は、番号順に14, 13, 25, 3, 2, 1であった。
信濃川電気事務所には、全機がいずれかの時期に一度は配置されたことが特筆される。廃車は1953年（昭和28年）度であるが、それ以前から廃車同然の状態となっていたものも少なくなく、例えば、盛岡建設事務所で釜石線の建設に使用されていたケ102, ケ104は、1949年（昭和24年）5月10日付けで廃棄されているが、実際の記録への反映は1953年度にまでずれ込んでいる。また、ケ101は、1950年に西武鉄道に払い下げられたが、書類上の処理は1953年であった。

### 同系機
本形式は、研究者間では旧系列のB型4 - 5トン機と呼ばれるものに属し、1912年（明治45年）から1920年にかけて製造され、その中で最も新しい形式である。一覧は次のとおりである。
|         | 車両名                                                                                         | 軌間  |
| ------- | ---------------------------------------------------------------------------------------------- | ----- |
| タイプ1 | - 柳河軌道 4 - 大宰府軌道 2 → 大川軌道 5                                                       | 914mm |
| タイプ2 | - 湘南軌道 1 - 5 - 熊本軌道 1 - 3                                                              | 762mm |
| タイプ3 | - 筑後軌道 5 - 19, 24, 25 （24, 25: 中央軌道 → 朝倉軌道） - 朝倉軌道 11                        | 914mm |
| タイプ4 | - 角田軌道 1 - 3 - 谷地軌道 1, 2 - 安倍鉄道 1 - 3 - 芦屋鉄道 3 - 城南軌道（仙南温泉軌道） 3, 4 | 762mm |
| タイプ5 | - 川上軌道（佐賀軌道） 6, 7 - 九州水力電気 11 - 13                                             | 914mm |
| タイプ5 | - 栗原軌道 1, 2 → B51, B52 → 士別軌道 6, 7 - ? → 東京大学演習林 3                              | 762mm |
| タイプ6 | 鉄道院ケ100形（ケ100 - ケ105）                                                                 | 762mm |

タイプ1のシリンダは5in×10in、軸距は3ft6in、動輪直径は1ft8inまたは1ft10inである。タイプ2以降は、シリンダ直径が5 1/2inとなり、タイプ6は5 5/8inとなっている。タイプ5以降は軸距が4ftである。水タンクは、タイプ3・5・6がウェルタンク、その他はサイドタンクである。

## 第2種
第2種は、1922年（大正11年）に深川造船所で2両が製造された機関車で、第1種が建設局の発注であったのに対し、こちらは工務局の発注であった。製造番号は不明であるが、車蒸番号は臼井の調査によれば、49, 50に相当する。基本寸法はほぼ共通であるもの、動輪直径をはじめ、形態は大きく異なっていた。まず目立つのは、蒸気ドーム側面に設けられた加減弁である。また、ボイラーの大きさやシリンダの寸法は、同じ深川製の車軸配置0-6-0(C)形のケ150形と共通であり、第1種と同じ形式に編入したのは、ずいぶん乱暴な話であった。
この機関車について特筆すべきは、番号の錯誤である。公報達によれば、両機はケ106, ケ107とされているが、現車に付された番号はケ105, ケ106であった。つまり、ケ105が第1種と重複し、二車現存状態になっていたことになる。臼井が施設局と工作局の台帳を実見した結果によると、施設局では雨宮製のケ105は車蒸1号、深川製のケ105は車蒸49号（ケ106は車蒸50号）と整理されており、工作局ではケ100をポーター製、ケ101 - ケ105を雨宮製、ケ106, ケ107を深川製としており、施設局の台帳の方が実態に則していたことになる。工作局台帳のポーター製ケ100は、明らかに誤りで、別の機関車との混乱があったと思われるが、実態は詳らかでない。
第2種の2両は、1922年12月に落成し、東京改良事務所に配置された。その後、山口、岡山、広島の各建設事務所をめぐり、最後は新橋工事事務所（横須賀線延長工事）であった。廃車は両機とも1954年（昭和29年）度であるが、実際はかなり以前から休車状態で放置されていたようである。その後、両機は浜松工場で解体された。